# Episodi di The Michael J. Fox Show
La prima stagione della serie televisiva The Michael J. Fox Show è stata trasmessa in prima visione dalla rete televisiva statunitense NBC dal 26 settembre 2013 al 23 gennaio 2014.
A causa dei bassi ascolti registrati, la serie è stata rimossa dai palinesti dopo 15 episodi, nonostante ne fossero stati prodotti 22, lasciando gli ultimi episodi inediti negli Stati Uniti, mentre in Australia la prima stagione è stata trasmessa interamente.
| nº | Titolo originale | Titolo italiano | Prima TV USA      | Prima TV Italia |
| -- | ---------------- | --------------- | ----------------- | --------------- |
| 1  | Pilot            |                 | 26 settembre 2013 |                 |
| 2  | Neighbor         |                 | 26 settembre 2013 |                 |
| 3  | Art              |                 | 3 ottobre 2013    |                 |
| 4  | Hobbies          |                 | 10 ottobre 2013   |                 |
| 5  | Interns          |                 | 17 ottobre 2013   |                 |
| 6  | Teammates        |                 | 24 ottobre 2013   |                 |
| 7  | Golf             |                 | 31 ottobre 2013   |                 |
| 8  | Bed Bugs         |                 | 7 novembre 2013   |                 |
| 9  | Homecoming       |                 | 14 novembre 2013  |                 |
| 10 | Thanksgiving     |                 | 21 novembre 2013  |                 |
| 11 | Christmas        |                 | 12 dicembre 2013  |                 |
| 12 | Party            |                 | 2 gennaio 2014    |                 |
| 13 | Secret           |                 | 9 gennaio 2014    |                 |
| 14 | Couples          |                 | 16 gennaio 2014   |                 |
| 15 | Sochi            |                 | 23 gennaio 2014   |                 |
| 16 | Surprise!        |                 | non trasmesso     |                 |
| 17 | Co-op            |                 | non trasmesso     |                 |
| 18 | Biking           |                 | non trasmesso     |                 |
| 19 | Health           |                 | non trasmesso     |                 |
| 20 | Brandon          |                 | non trasmesso     |                 |
| 21 | Dinner           |                 | non trasmesso     |                 |
| 22 | Changes          |                 | non trasmesso     |                 |